# 하울링 (소리)

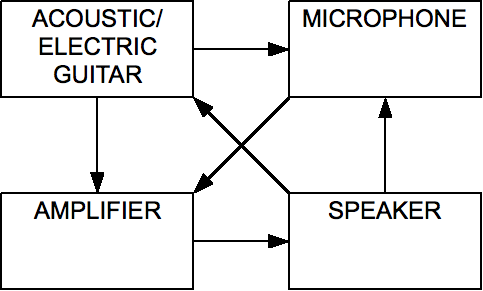
하울링 발생 원인을 보여주는 블록다이어그램

하울링(howling) 또는 오디오 피드백(audio feedback)은 소리의 증폭 과정에서 양성 피드백에 의해 일어나는 특정한 현상이다. 마이크로폰이나 픽업에 의해 입력된 소리가 증폭된 뒤 스피커를 통해 출력될 때 출력 가운데 일부가 다시 입력되어 증폭되는 과정을 반복하면 공명 간섭으로 출력되는 주파수가 점점 높아지면서 특정한 소음을 발생시킨다. 덴마크의 물리학자 쇠렌 아브살론 라르젠이 처음으로 발견하여 라르젠 효과라고도 부른다.
음악 공연과 같은 데에 쓰이는 음향 강화 시스템에선 입력 기기들과 출력 기기들의 설치 위치와 사용 레벨을 조절하여 하울링을 억제한다.
일반적으로 문제로 인식되지만 악기 연주에서는 하울링을 이용하기도 한다.